# Llista de cançons del Guitar Hero: Warriors of Rock
Repertori complet de la banda sonora que inclou el videojoc musical Guitar Hero: Warriors of Rock, sisè títol principal de la saga Guitar Hero. Desenvolupat l'empresa Neversoft amb la col·laboració de Vicarious Visions, i distribuït per Activision, es tracta d'un videojoc musical on un màxim de quatre jugadors poden simular que toquen els instruments (micròfon, guitarra solista, baix i bateria) d'un grup de rock amb qualsevol combinació entre ells. El seu llançament es va produir el 24 de setembre de 2010 a Europa i dos dies després als Amèrica del Nord. El videojoc està disponible per les consoles PlayStation 3, Xbox 360 i Wii.

## Repertori principal
La banda sonora principal del videojoc està formada per un total de 93 cançons. A diferència dels darrers títols de la saga que estaven formats per un repertori molt diversificat per tal d'atraure a tots els públics, aquest videojoc tornà als origen per repetir l'èxit que va aconseguir Guitar Hero III: Legends of Rock, és a dir, centrar la banda sonora en el rock 'n roll amb algunes cançons de punk, rock alternatiu, rock clàssic i heavy metal per poder complaure especialment als guitarristes.
En aquesta ocasió, el mode de joc principal és el mode "Quest", els jugadors representen personatges ficticis que s'ajunten per rescatar el Semidéu del Rock, empresonat per La Bèstia. El narrador de la història és Gene Simmons, líder de la banda Kiss. Cada jugador ha de guanyar un nombre determinat d'estrelles d'una selecció de cançons escollida a partir del personatge seleccionat per jugar. Un cop superada aquesta etapa, el personatge es transforma en un personatge més poderós que li permet sumar més punts i ja pot formar part de la banda junts als altres jugadors.
Les cançons "No More Mr. Nice Guy" d'Alice Cooper i "Cherry Bomb" de The Runaways foren regravades pels grups originals específicament pel Warriors of Rock. La cançó "Black Rain" de Soundgarden representava el primer senzill del grup des de 1997 i el llançament del videojoc es va coordinar amb el publicació de la compilació Telephantasm que incloïa el senzill. La cançó més destacada de la banda sonora era "Sudden Death" de Megadeth, que Dave Mustaine va escriure específicament com a cançó final del videojoc.
| Any  | Títol                                  | Artista                           | Mode Quest                       |
| ---- | -------------------------------------- | --------------------------------- | -------------------------------- |
| 2009 | "Again"                                | Flyleaf                           | 2. Echo Tesla                    |
| 1971 | "Aqualung"                             | Jethro Tull                       | 8. Casey Lynch                   |
| 2005 | "Bat Country"                          | Avenged Sevenfold                 | 9. Axel Steel Extra              |
| 1990 | "Been Caught Stealing"                 | Jane's Addiction                  | 3. Judy Nails Extra              |
| 2010 | "Black Rain"                           | Soundgarden                       | 1. Johnny Napalm                 |
| 2007 | "Black Widow of La Porte" B            | John 5 featuring Jim Root         | 11. Demi-God of Rock Extra final |
| 2007 | "Bleed It Out"                         | Linkin Park                       | 2. Echo Tesla                    |
| 2009 | "Bloodlines"                           | Dethklok                          | 7. Lars Umlaut                   |
| 2001 | "Bodies"                               | Drowning Pool                     | 6. Pandora Extra                 |
| 1975 | "Bohemian Rhapsody"                    | Queen                             | 3. Judy Nails                    |
| 1974 | "Burn"                                 | Deep Purple                       | 9. Axel Steel                    |
| 1993 | "Burnin' for You"                      | Blue Öyster Cult                  | 4. Austin Tejas                  |
| 1976 | "Call Me the Breeze" (Directe)         | Lynyrd Skynyrd                    | 8. Casey Lynch                   |
| 2007 | "Calling"                              | Strung Out                        | 7. Lars Umlaut                   |
| 1984 | "Chemical Warfare"                     | Slayer                            | 11. Demi-God of Rock             |
| 2010 | "Cherry Bomb" A                        | The Runaways                      | 1. Johnny Napalm                 |
| 1971 | "Children of the Grave"                | Black Sabbath                     | 4. Austin Tejas Extra            |
| 1993 | "Cryin'"                               | Aerosmith                         | 4. Austin Tejas                  |
| 2005 | "Dance, Dance"                         | Fall Out Boy                      | 6. Pandora                       |
| 2003 | "Dancing Through Sunday"               | AFI                               | 7. Lars Umlaut                   |
| 1997 | "Deadfall"                             | Snot                              | 11. Demi-God of Rock             |
| 1989 | "Fascination Street"                   | The Cure                          | 3. Judy Nails                    |
| 2008 | "The Feel Good Drag"                   | Anberlin                          | 6. Pandora                       |
| 2007 | "Feels Like the First Time"            | Foreigner                         | 8. Casey Lynch                   |
| 1969 | "Fortunate Son"                        | Creedence Clearwater Revival      | 4. Austin Tejas                  |
| 1997 | "Free Ride"                            | Edgar Winter                      | 4. Austin Tejas                  |
| 2004 | "Fury of the Storm"                    | DragonForce                       | 11. Demi-God of Rock             |
| 2002 | "Get Free"                             | The Vines                         | 2. Echo Tesla                    |
| 2010 | "Ghost"                                | Slash featuring Ian Astbury       | 9. Axel Steel                    |
| 2009 | "Graduate"                             | Third Eye Blind                   | 3. Judy Nails                    |
| 2009 | "Hard to See"                          | Five Finger Death Punch           | 7. Lars Umlaut                   |
| 1990 | "Holy Wars… The Punishment Due"        | Megadeth                          | 10. Battle With The Beast        |
| 2001 | "How You Remind Me"                    | Nickelback                        | 3. Judy Nails                    |
| 2009 | "I Know What I Am"                     | Band of Skulls                    | 2. Echo Tesla                    |
| 1994 | "I'm Broken"                           | Pantera                           | 7. Lars Umlaut                   |
| 2004 | "I'm Not Okay (I Promise)"             | My Chemical Romance               | 6. Pandora                       |
| 2005 | "If You Want Peace... Prepare for War" | Children of Bodom                 | 11. Demi-God of Rock             |
| 1987 | "Indians"                              | Anthrax                           | 9. Axel Steel                    |
| 1994 | "Interstate Love Song"                 | Stone Temple Pilots               | 3. Judy Nails                    |
| 2009 | "It's Only Another Parsec..."          | RX Bandits                        | 6. Pandora                       |
| 1990 | "Jet City Woman"                       | Queensrÿche                       | 9. Axel Steel                    |
| 2009 | "Lasso"                                | Phoenix                           | 2. Echo Tesla                    |
| 1978 | "Listen to Her Heart"                  | Tom Petty & The Heartbreakers     | 4. Austin Tejas                  |
| 1991 | "Losing My Religion"                   | R.E.M.                            | 3. Judy Nails                    |
| 2007 | "Love Gun"                             | Kiss                              | 8. Casey Lynch                   |
| 1981 | "Lunatic Fringe"                       | Red Rider                         | 4. Austin Tejas                  |
| 1994 | "Machinehead"                          | Bush                              | 2. Echo Tesla                    |
| 1986 | "Modern Day Cowboy"                    | Tesla                             | 9. Axel Steel                    |
| 1985 | "Money for Nothing"                    | Dire Straits                      | 4. Austin Tejas                  |
| 2001 | "Motivation"                           | Sum 41                            | 1. Johnny Napalm                 |
| 1995 | "Move It On Over" (Directe)            | George Thorogood & The Destroyers | 8. Casey Lynch                   |
| 2005 | "Nemesis"                              | Arch Enemy                        | 11. Demi-God of Rock             |
| 2010 | "No More Mr. Nice Guy" A               | Alice Cooper                      | 8. Casey Lynch                   |
| 2005 | "No Way Back"                          | Foo Fighters                      | 3. Judy Nails                    |
| 2003 | "The Outsider"                         | A Perfect Circle                  | 6. Pandora                       |
| 2009 | "Paranoid" (Directe)                   | Metallica i Ozzy Osbourne         | 7. Lars Umlaut Extra             |
| 2009 | "Pour Some Sugar on Me" (Directe)      | Def Leppard                       | 9. Axel Steel                    |
| 2008 | "Psychosocial"                         | Slipknot                          | 7. Lars Umlaut                   |
| 2009 | "Ravenous"                             | Atreyu                            | 7. Lars Umlaut                   |
| 1987 | "Re-Ignition" (Directe)                | Bad Brains                        | 1. Johnny Napalm                 |
| 2009 | "Renegade"                             | Styx                              | 8. Casey Lynch Extra             |
| 2009 | "(You Can Still) Rock in America"      | Night Ranger                      | 9. Axel Steel                    |
| 1989 | "Rockin' in the Free World"            | Neil Young                        | 4. Austin Tejas                  |
| 2008 | "Savior"                               | Rise Against                      | 6. Pandora                       |
| 2009 | "Scumbag Blues"                        | Them Crooked Vultures             | 8. Casey Lynch                   |
| 1994 | "Self Esteem"                          | The Offspring                     | 1. Johnny Napalm                 |
| 2004 | "Setting Fire to Sleeping Giants"      | The Dillinger Escape Plan         | 11. Demi-God of Rock             |
| 2003 | "Seven Nation Army"                    | The White Stripes                 | 3. Judy Nails                    |
| 2007 | "Sharp Dressed Man" (Directe)          | ZZ Top                            | 8. Casey Lynch                   |
| 2004 | "Slow Hands"                           | Interpol                          | 2. Echo Tesla                    |
| 2010 | "Speeding (Vault Version)" B           | Steve Vai                         | 11. Demi-God of Rock             |
| 1968 | "Stray Cat Blues"                      | The Rolling Stones                | 4. Austin Tejas                  |
| 2010 | "Sudden Death"                         | Megadeth                          | 10. Battle With The Beast        |
| 2009 | "Suffocated"                           | Orianthi                          | 6. Pandora                       |
| 1995 | "Theme from Spiderman"                 | The Ramones                       | 1. Johnny Napalm Extra           |
| 2009 | "There's No Secrets This Year"         | Silversun Pickups                 | 6. Pandora                       |
| 2009 | "This Day We Fight!"                   | Megadeth                          | 10. Battle With The Beast        |
| 2007 | "Tick Tick Boom"                       | The Hives                         | 2. Echo Tesla                    |
| 2007 | "Ties That Bind"                       | Alter Bridge                      | 7. Lars Umlaut                   |
| 1992 | "Tones of Home"                        | Blind Melon                       | 3. Judy Nails                    |
| 1976 | "2112 Pt. 1 – Overture"                | Rush                              | 5. Legendary Guitar Stage        |
| 1976 | "2112 Pt. 2 – The Temples of Syrinx"   | Rush                              | 5. Legendary Guitar Stage        |
| 1976 | "2112 Pt. 3 – Discovery" B             | Rush                              | 5. Legendary Guitar Stage        |
| 1976 | "2112 Pt. 4 – Presentation"            | Rush                              | 5. Legendary Guitar Stage        |
| 1976 | "2112 Pt. 5 – Oracle: The Dream"       | Rush                              | 5. Legendary Guitar Stage        |
| 1976 | "2112 Pt. 6 – Soliloquy"               | Rush                              | 5. Legendary Guitar Stage        |
| 1976 | "2112 Pt. 7 – Grand Finale"            | Rush                              | 5. Legendary Guitar Stage        |
| 1990 | "Unskinny Bop"                         | Poison                            | 9. Axel Steel                    |
| 2009 | "Uprising"                             | Muse                              | 2. Echo Tesla Extra              |
| 2009 | "Waidmanns Heil"                       | Rammstein                         | 7. Lars Umlaut                   |
| 2005 | "We're Not Gonna Take It"              | Twisted Sister                    | 1. Johnny Napalm                 |
| 1978 | "What Do I Get?"                       | Buzzcocks                         | 1. Johnny Napalm                 |
| 1992 | "Wish"                                 | Nine Inch Nails                   | 2. Echo Tesla                    |

## Material importable
Warriors of Rock permet la importació de la majoria de les cançons publicades en els quatre títols anteriors de la saga Guitar Hero.
El procés d'importació requereix el pagament d'una petita quantitat a causa dels drets de llicència. Poc abans del seu llançament, Activision va anunciar que 39 cançons del Guitar Hero: Metallica també estarien disponibles per importar i que durant la primera setmana del llançament, la importació seria gratuïta.

## Material descarregable
El videojoc permet utilitzar totes les cançons descarregables de totes les edicions anteriors de la saga que tenien aquesta característica, entre ells el Guitar Hero 5, Guitar Hero World Tour, Guitar Hero: Smash Hits o Band Hero. Aquest fet posa a disposició dels usuaris d'un repertori de més de 500 cançons des del llançament del videojoc.
El primer pack publicat per aquesta edició fou el nou àlbum de Soundgarden titulat Telephantasm, un total de 12 cançons entre elles els grans èxits del grup més algun dels nous senzills d'aquest àlbum.
El febrer de 2011, Activision va decidir finalitzar el desenvolupament de la saga Guitar Hero, de manera que també va cancel·lar la producció de material descarregable per tots els videojocs.
| Any  | Títol                               | Artista                               | Títol pack                           | Data llançament          |
| ---- | ----------------------------------- | ------------------------------------- | ------------------------------------ | ------------------------ |
| 1987 | "Hunted Down"                       | Soundgarden                           | Telephantasm                         | 28 de setembre de 2010 C |
| 1989 | "Hands All Over"                    | Soundgarden                           | Telephantasm                         | 28 de setembre de 2010 C |
| 1991 | "Outshined"                         | Soundgarden                           | Telephantasm                         | 28 de setembre de 2010 C |
| 1992 | "Rusty Cage"                        | Soundgarden                           | Telephantasm                         | 28 de setembre de 2010 C |
| 1992 | "Birth Ritual"                      | Soundgarden                           | Telephantasm                         | 28 de setembre de 2010 C |
| 1994 | "Black Hole Sun"                    | Soundgarden                           | Telephantasm                         | 28 de setembre de 2010 C |
| 1994 | "Spoonman"                          | Soundgarden                           | Telephantasm                         | 28 de setembre de 2010 C |
| 1994 | "My Wave"                           | Soundgarden                           | Telephantasm                         | 28 de setembre de 2010 C |
| 1995 | "Fell on Black Days"                | Soundgarden                           | Telephantasm                         | 28 de setembre de 2010 C |
| 1996 | "Burden in My Hand"                 | Soundgarden                           | Telephantasm                         | 28 de setembre de 2010 C |
| 1996 | "Blow Up the Outside World"         | Soundgarden                           | Telephantasm                         | 28 de setembre de 2010 C |
| 2010 | "The Infection"                     | Disturbed                             | Rocktober Track Pack                 | 12 d'octubre de 2010     |
| 2010 | "Na Na Na"                          | My Chemical Romance                   | Rocktober Track Pack                 | 12 d'octubre de 2010     |
| 2009 | "Resistance"                        | Muse                                  | Rocktober Track Pack                 | 12 d'octubre de 2010     |
| 2010 | "Blackout"                          | Linkin Park                           | A Thousand Suns                      | 19 d'octubre de 2010     |
| 2010 | "Burning in the Skies"              | Linkin Park                           | A Thousand Suns                      | 19 d'octubre de 2010     |
| 2010 | "The Catalyst"                      | Linkin Park                           | A Thousand Suns                      | 19 d'octubre de 2010     |
| 2010 | "The Messenger" B                   | Linkin Park                           | A Thousand Suns                      | 19 d'octubre de 2010     |
| 2010 | "Waiting for the End"               | Linkin Park                           | A Thousand Suns                      | 19 d'octubre de 2010     |
| 2010 | "Wretches and Kings"                | Linkin Park                           | A Thousand Suns                      | 19 d'octubre de 2010     |
| 1975 | "Hot Patootie"                      | The Rocky Horror Picture Show         | Rocky Horror Picture Show Track Pack | 26 d'octubre de 2010     |
| 1975 | "Sweet Transvestite"                | The Rocky Horror Picture Show         | Rocky Horror Picture Show Track Pack | 26 d'octubre de 2010     |
| 1975 | "Time Warp"                         | The Rocky Horror Picture Show         | Rocky Horror Picture Show Track Pack | 26 d'octubre de 2010     |
| 1981 | "Tom Sawyer"                        | Rush                                  | Guitar Hero Warriors of Rock Pack 01 | 9 de novembre de 2010    |
| 1981 | "Red Barchetta"                     | Rush                                  | Guitar Hero Warriors of Rock Pack 01 | 9 de novembre de 2010    |
| 1981 | "Limelight"                         | Rush                                  | Guitar Hero Warriors of Rock Pack 01 | 9 de novembre de 2010    |
| 1989 | "Love Song"                         | Tesla                                 | Guitar Hero Warriors of Rock Pack 01 | 9 de novembre de 2010    |
| 1989 | "Poison"                            | Alice Cooper                          | Guitar Hero Warriors of Rock Pack 01 | 9 de novembre de 2010    |
| 1973 | "Elected"                           | Alice Cooper                          | Guitar Hero Warriors of Rock Pack 01 | 9 de novembre de 2010    |
| 2010 | "We're All Gonna Die"               | Slash (amb Iggy Pop)                  | Guitar Hero Warriors of Rock Pack 01 | 9 de novembre de 2010    |
| 2010 | "Nothing to Say"                    | Slash (amb M. Shadows)                | Guitar Hero Warriors of Rock Pack 01 | 9 de novembre de 2010    |
| 2010 | "Watch This" C                      | Slash (amb Dave Grohl i Duff McKagan) | Guitar Hero Warriors of Rock Pack 01 | 9 de novembre de 2010    |
| 1986 | "Talk Dirty To Me"                  | Poison                                | Guitar Hero Warriors of Rock Pack 01 | 9 de novembre de 2010    |
| 2006 | "Teenagers"                         | My Chemical Romance                   | My Chemical Romance Track Pack       | 23 de novembre de 2010   |
| 2010 | "Bulletproof Heart"                 | My Chemical Romance                   | My Chemical Romance Track Pack       | 23 de novembre de 2010   |
| 2006 | "Welcome to the Black Parade"       | My Chemical Romance                   | My Chemical Romance Track Pack       | 23 de novembre de 2010   |
| 2004 | "Helena"                            | My Chemical Romance                   | My Chemical Romance Track Pack       | 23 de novembre de 2010   |
| 1995 | "Name"                              | Goo Goo Dolls                         | 90s Track Pack                       | 7 de desembre de 2010    |
| 1996 | "Real World"                        | Matchbox Twenty                       | 90s Track Pack                       | 7 de desembre de 2010    |
| 1994 | "What's the Frequency, Kenneth?"    | R.E.M.                                | 90s Track Pack                       | 7 de desembre de 2010    |
| 1997 | "Sex and Candy"                     | Marcy Playground                      | 90s Track Pack                       | 7 de desembre de 2010    |
| 1994 | "Plowed"                            | Sponge                                | 90s Track Pack                       | 7 de desembre de 2010    |
| 1976 | "Detroit Rock City"                 | KISS                                  | KISS-mas Track Pack                  | 21 de desembre de 2010   |
| 1976 | "Calling Dr. Love"                  | KISS                                  | KISS-mas Track Pack                  | 21 de desembre de 2010   |
| 1975 | "Rock and Roll All Nite"            | KISS                                  | KISS-mas Track Pack                  | 21 de desembre de 2010   |
| 2010 | "We've Got a Situation Here"        | The Damned Things                     | January Mega Pack                    | 11 de gener de 2011      |
| 2010 | "2nd Sucks"                         | A Day to Remember                     | January Mega Pack                    | 11 de gener de 2011      |
| 2010 | "All I Want"                        | A Day to Remember                     | January Mega Pack                    | 11 de gener de 2011      |
| 2009 | "Downfall of Us All"                | A Day to Remember                     | January Mega Pack                    | 11 de gener de 2011      |
| 1994 | "Closer"                            | Nine Inch Nails                       | January Mega Pack                    | 11 de gener de 2011      |
| 2005 | "The Hand That Feeds"               | Nine Inch Nails                       | January Mega Pack                    | 11 de gener de 2011      |
| 2010 | "Head Like a Hole"                  | Nine Inch Nails                       | January Mega Pack                    | 11 de gener de 2011      |
| 2002 | "Buried Myself Alive"               | The Used                              | January Mega Pack                    | 11 de gener de 2011      |
| 2008 | "Rescue Me"                         | Hawthorne Heights                     | January Mega Pack                    | 11 de gener de 2011      |
| 2005 | "Wings of a Butterfly"              | HIM                                   | January Mega Pack                    | 11 de gener de 2011      |
| 2010 | "Parade of the Dead"                | Black Label Society                   | February Mega Pack                   | 8 de febrer de 2011 D    |
| 2010 | "Crazy Horse"                       | Black Label Society                   | February Mega Pack                   | 8 de febrer de 2011 D    |
| 2010 | "Black Sunday"                      | Black Label Society                   | February Mega Pack                   | 8 de febrer de 2011 D    |
| 2008 | "Blooddrunk"                        | Children of Bodom                     | February Mega Pack                   | 8 de febrer de 2011 D    |
| 2005 | "Living Dead Beat"                  | Children of Bodom                     | February Mega Pack                   | 8 de febrer de 2011 D    |
| 2011 | "Was It Worth It"                   | Children of Bodom                     | February Mega Pack                   | 8 de febrer de 2011 D    |
| 2010 | "World on Fire"                     | Firewind                              | February Mega Pack                   | 8 de febrer de 2011 D    |
| 1994 | "Get Your Gunn"                     | Marilyn Manson                        | February Mega Pack                   | 8 de febrer de 2011 D    |
| 1998 | "Coma White"                        | Marilyn Manson                        | February Mega Pack                   | 8 de febrer de 2011 D    |
| 1996 | "Tourniquet"                        | Marilyn Manson                        | February Mega Pack                   | 8 de febrer de 2011 D    |
| 2002 | "Always"                            | Saliva                                | Modern Rock Mega Pack                | 8 de març de 2011        |
| 2005 | "Little Sister"                     | Queens of the Stone Age               | Modern Rock Mega Pack                | 8 de març de 2011        |
| 2007 | "Psycho"                            | Puddle of Mudd                        | Modern Rock Mega Pack                | 8 de març de 2011        |
| 2003 | "Sic Transit Gloria... Glory Fades" | Brand New                             | Modern Rock Mega Pack                | 8 de març de 2011        |
| 2002 | "Headstrong"                        | Trapt                                 | Modern Rock Mega Pack                | 8 de març de 2011        |
| 2009 | "She's a Genius"                    | Jet                                   | Modern Rock Mega Pack                | 8 de març de 2011        |
| 2006 | "Hands Open"                        | Snow Patrol                           | Modern Rock Mega Pack                | 8 de març de 2011        |
| 2002 | "Sorrow"                            | Bad Religion                          | Modern Rock Mega Pack                | 8 de març de 2011        |
| 2006 | "Supermassive Black Hole"           | Muse                                  | Modern Rock Mega Pack                | 8 de març de 2011        |
| 2010 | "New Low"                           | Middle Class Rut                      | Middle Class Rut Track Pack          | 12 d'abril de 2011       |
| 2010 | "Lifelong Dayshift"                 | Middle Class Rut                      | Middle Class Rut Track Pack          | 12 d'abril de 2011       |
| 2010 | "Sad to Know"                       | Middle Class Rut                      | Middle Class Rut Track Pack          | 12 d'abril de 2011       |
| 2009 | "Ignorance"                         | Paramore                              | Emo Edge Track Pack                  | 12 d'abril de 2011       |
| 2007 | "That's What You Get"               | Paramore                              | Emo Edge Track Pack                  | 12 d'abril de 2011       |
| 2010 | "Across 5 Oceans"                   | Madina Lake                           | Emo Edge Track Pack                  | 12 d'abril de 2011       |
| 2010 | "Hey Superstar"                     | Madina Lake                           | Emo Edge Track Pack                  | 12 d'abril de 2011       |
| 2011 | "Savor the Kill" E                  | Darkest Hour                          | Darkest Hour Track Pack              | 12 d'abril de 2011       |
| 2011 | "Beyond the Life You Know" E        | Darkest Hour                          | Darkest Hour Track Pack              | 12 d'abril de 2011       |
| 2007 | "Doomsayer" E                       | Darkest Hour                          | Darkest Hour Track Pack              | 12 d'abril de 2011       |